# Aspila nanna
Aspila nanna är en fjärilsart som beskrevs av George Francis Hampson 1906. Aspila nanna ingår i släktet Aspila och familjen nattflyn. Inga underarter finns listade i Catalogue of Life.